# Ispagnac
Ispagnac [ispaɲak] (okzitanisch Espanhac) ist ein Dorf und eine Gemeinde mit 897 Einwohnern (Stand 1. Januar 2022) im  französischen Département Lozère in der Region Okzitanien.

## Geografie
Ispagnac liegt 0,9 Kilometer östlich von Quézac und 17 Kilometer südlich von Mende im südlichen Zentralmassiv am Fluss Tarn in der Nähe des Mont Lozère. Die Gemeinde ist Teil des Nationalparks Cevennen. Die Route des Gorges du Tarn (D907bis) verläuft durch das Gemeindegebiet.

## Geschichte
Dolmen und Menhire (Menhirs de Chabusses) in der Causse, im nördlichen Teil des Gemeindegebiets, weisen auf Besiedlung in der Jungsteinzeit hin. Funde aus der Bronze- und Hallstattzeit belegen die fortgesetzte Besiedlung bis zur Eisenzeit.
Die Gegend war ab etwa 800 v. Chr. von Gabali besiedelt, einem gallischen Stamm, der zu den Arvernern zählt. Sie bauten ein Dorf am Ufer des Tarns, das sich vielleicht später zu Ispagnac entwickelte. Allerdings wurde das heutige Ispagnac im Jahre 50 v. Chr. von römischen Siedlern gegründet. Die Römer brachten eine bestimmte Art der Pflanzenproduktion in die Region, Aufzucht auf Terrassen, die bancels genannt werden. Das begünstigte den Wein- und Obstbau. Die Einrichtung von Römerstraßen förderte den Handel. Funde von Tongefäßen und Münzen aus gallo-römischer Zeit auf dem Gemeindegebiet werden heute teilweise im Museum in Mende ausgestellt.
Die romanische Kirche Saint-Pierre von Ispagnac stammt aus dem 12. Jahrhundert.

Kirche Saint-Pierre
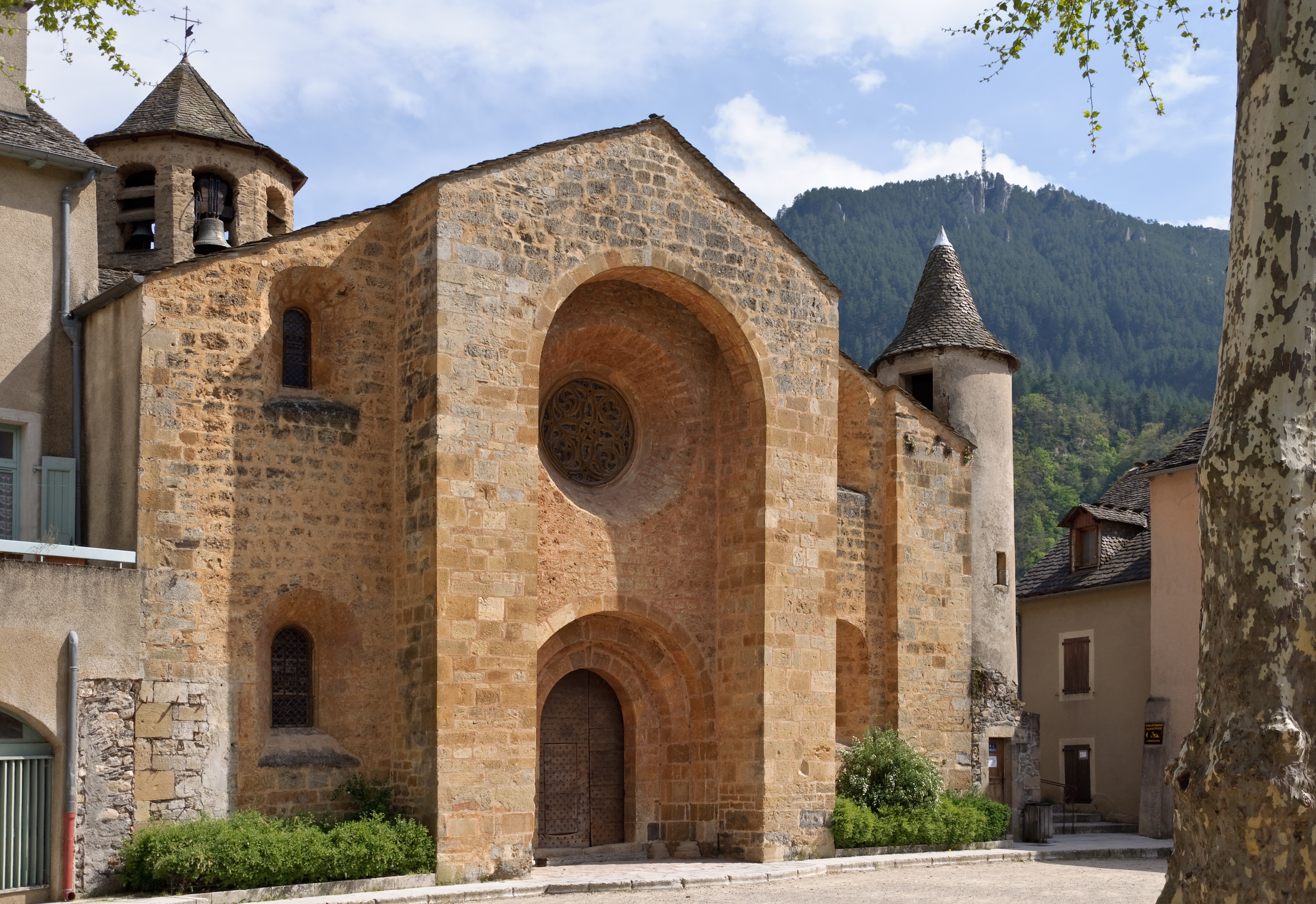
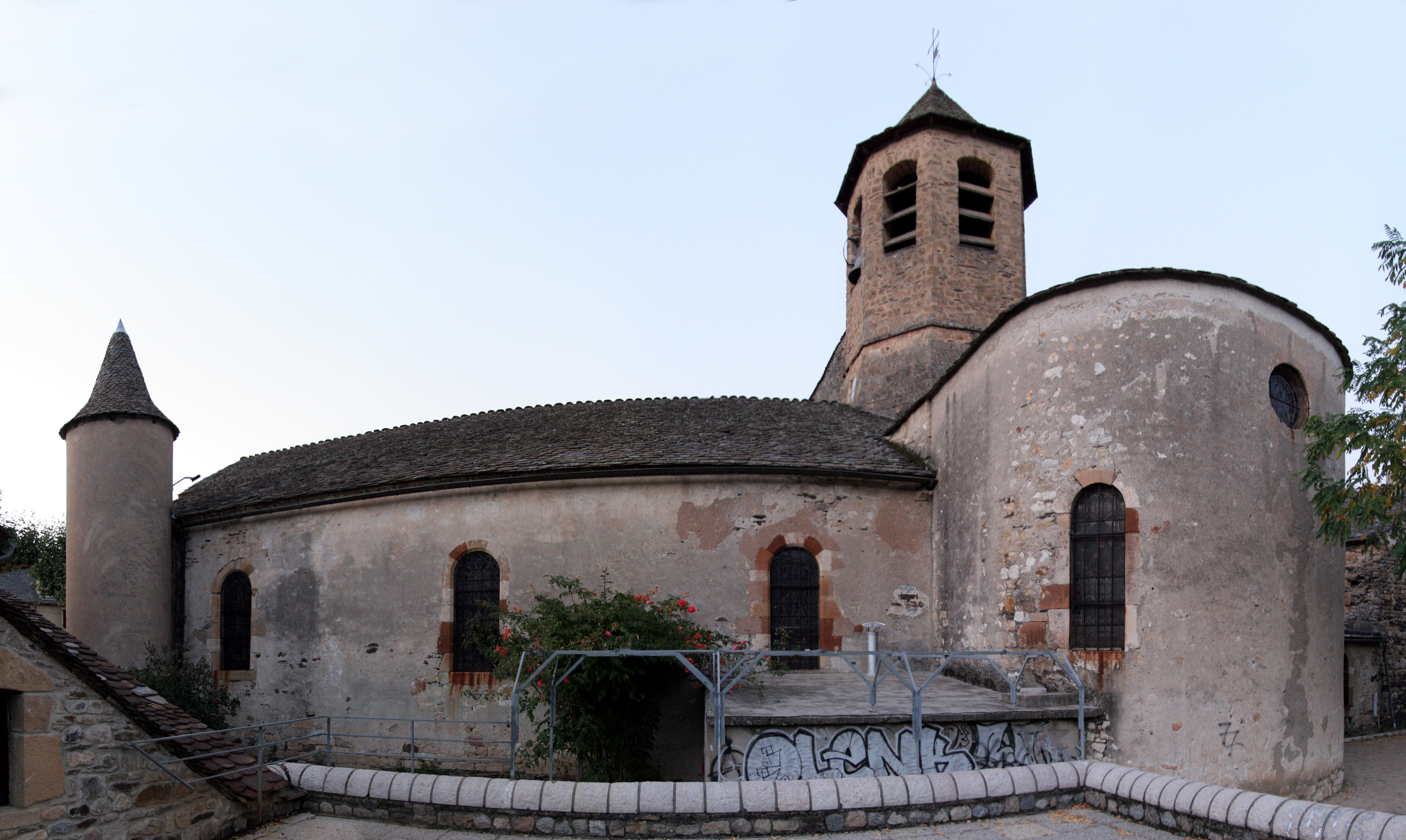

## Bevölkerungsentwicklung
| Jahr      | 1962 | 1968 | 1975 | 1982 | 1990 | 1999 | 2010 | 2018 |
| Einwohner | 690  | 600  | 545  | 598  | 630  | 759  | 856  | 893  |

## Wirtschaft
Das Bild der Gemeinde wird von Obstplantagen und Weinbergen geprägt. Wichtige Erwerbszweige in Ispagnac sind Weinbau, Obstbau, Forstwirtschaft und die Zucht von Hausschafen.